# Saint-Aubin-des-Bois (Centro-Valle della Loira)
Saint-Aubin-des-Bois è un comune francese di 997 abitanti situato nel dipartimento dell'Eure-et-Loir nella regione del Centro-Valle della Loira.

## Società

### Evoluzione demografica
Abitanti censiti